# Gamlestaden, Göteborg
För andra betydelser, se Gamlestaden.

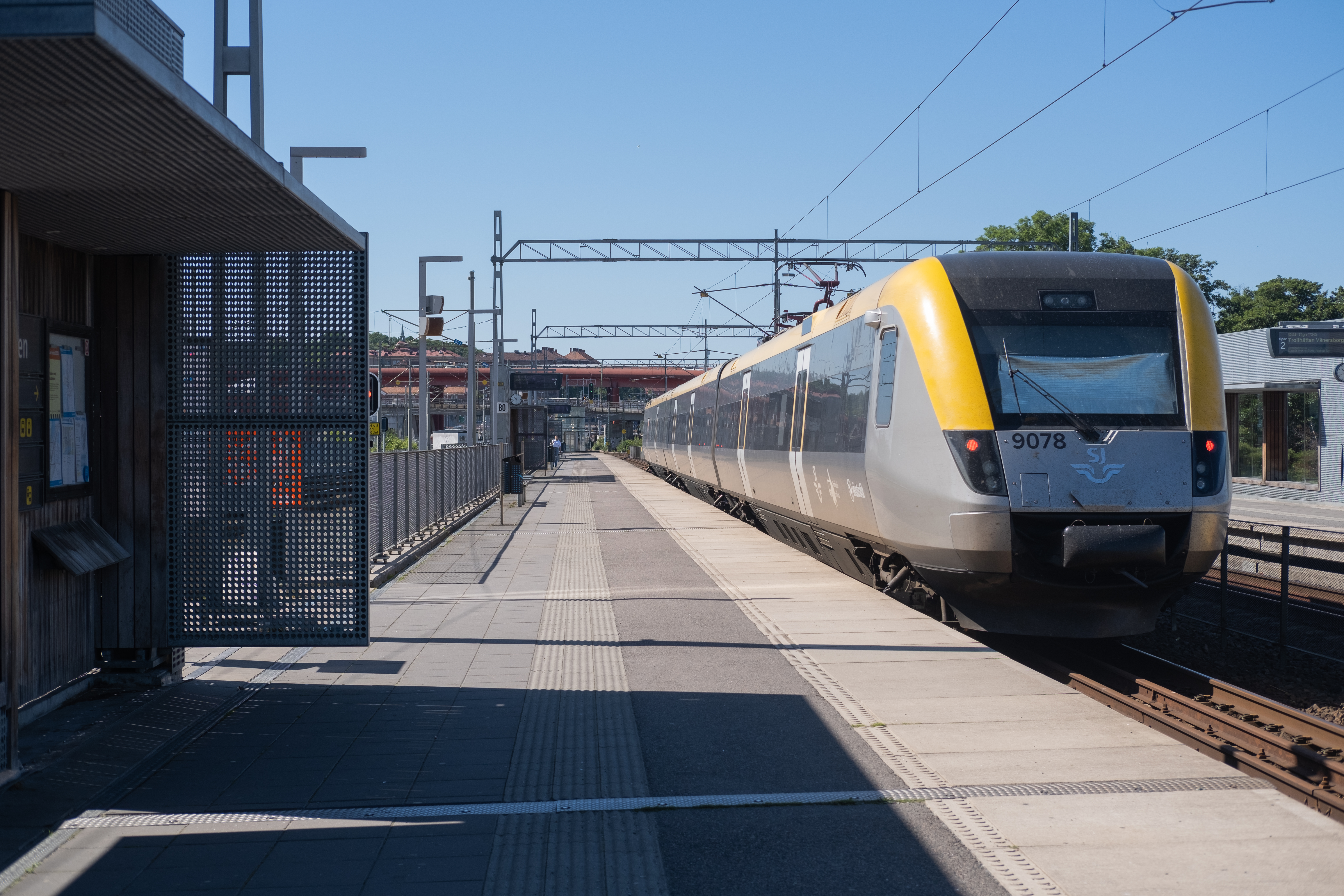
Gamlestaden station

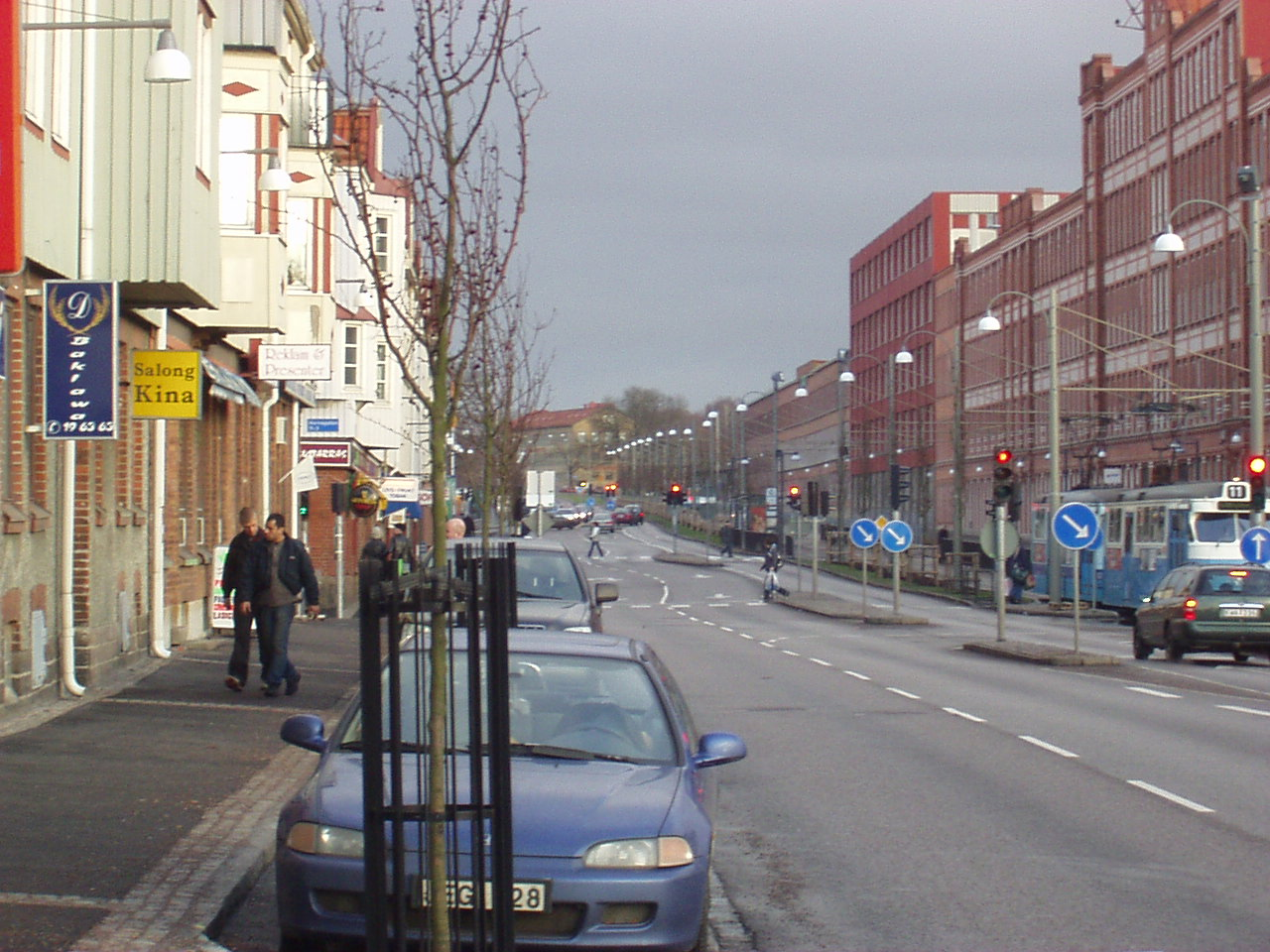
Vy längs med Artillerigatan österut, SKF syns till höger

Gamlestaden (i folkmun "Gamlestan") är en stadsdel och primärområde i stadsområde Nordost i Göteborgs kommun. Stadsdelen har en areal på 432 hektar.

## Geografi
Gamlestaden ligger på Säveåns norra brink vid åns utlopp i Göta älv. Närmast älven ligger industriområdet Marieholm som i sin tur delas på längden av Marieholmsleden, E45. Öster därom ligger själva stadsbebyggelsen och SKF:s fabriksområde. SKF-området breder även ut sig på Säveåns södra brink.
De tre bergen som omger de ursprungliga delarna av Gamlestaden (läs Nya Lödöse), heter från söder räknat: Tingsberget (direkt öster om SKF:s anläggning), Forsaberget (direkt norr om SKF) och Spetalberget (direkt norr om Gamlestadsskolan).

## Historia

### Bakgrund
Föregångaren till den nuvarande stadsdelen anlades 1473. Den gick då under namnet Nya Lödöse. Gamla Lödöse ligger i det som i dag är Lilla Edets kommun. Senare blev denna stadsbildning handelspartner till Lidköping.
När Göteborg grundades flyttades staden från Gamlestaden. En bit sydväst om stadsdelen ligger Skansen Lejonet som är ett försvarsverk som uppfördes samtidigt med Skansen Kronan i Haga.

### Industrier och urbanisering
I och omkring stadsdelen finns det en hel del industrier. Mest känd är SKF:s huvudanläggning med dess vackra tegelsilhuett som pryder Gamlestadens centrum, vars spårvagnshållplats heter SKF. Stadsdelen präglades också av textilindustrin Gamlestadens Fabrikers AB. Bland övriga, nu försvunna, industrier kan nämnas Säfveåns AB som startade 1872. Man förädlade trävaror, främst lådämnen för export, men verksamheten gick sämre när modernare förpackningsmaterial tog över marknaden och företaget övertogs av SKF 1947.  Vidare fanns bland annat repslagerier, stenindustri och en tvål- och såpfabrik.
De bostadshus som idag präglar stadsbilden i Gamlestaden är byggda från 1910 och fram till 1960, det mesta enligt stadsplaneingengör Albert Lilienbergs stadsplan. De ursprungliga landshövdingehusen i området byggdes när textilindustrin i Gamlestadens Fabriker och SKF etablerade sig, och behovet av arbetarbostäder ökade. På 1950-talet kom de första utländska gästarbetarna till SKF och bosatte sig i stor utsträckning i Gamlestaden.
Under 1960- och 70-talens stora rivningsvåg var de gamla trähusen nära att rivas, men många räddades och restaurerades. De nyare husen i området har samma låghuskaraktär som de äldre och smälter på så vis in i miljön. Den gamla atmosfären har dröjt sig kvar, och stadsdelen utmärks idag av små butiker, kaféer och utsmyckade träfasader på de tidstypiska landshövdingehusen.
I början av 1970-talet byggdes trafikmotet vid Gamlestadstorget, vilket då hade kostat cirka 40 miljoner kronor, och omfattade även delar av Alingsåsleden samt Gustavsplatsen. Trafikmotet är placerat på platsen för kyrkan i Nya Lödöse. I anslutning till Gamlestaden byggs idag den nya Partihallsförbindelsen som ska förbinda E45 med E20 och avlasta E6:an.

### Planer
Gamlestadens närhet till Göteborgs centrum och karaktären på bebyggelsen, med dess landshövdingehus och stadsmässiga gatumiljö gör att stadsdelen anses ha en god potential. En rad nya projekt är planerade för området med bland annat nybyggnation av bostäder i Kviberg.

## Institutioner och platser

### Bibliotek och museum
1960 stod Medborgarhuset inklusive Gamlestadens bibliotek klart. I Gamlestaden finns sedan maj 2009 museet Nostalgicum; den permanenta utställningen skildrar 1950- och 1960-talen.

## Gator, torg och kvarter
Dessa ligger helt eller delvis inom stadsdelen

- Alekärrsgatan
- Alelyckegatan
- Ambrosiusgatan
- Arfvidssonsgatan
- Artillerigatan
- Banérsgatan
- Bassänggatan
- Batterigatan
- Brahegatan
- Gamlestads Brygga
- Gamlestads Torg[12]
- Gamlestadsvägen
- Lilla Waterloogatan
- Lärje Bangårdsgata
- Slakthuset
- Slakthusmotet
- Måns Bryntessonsgatan
- Skaragatan
- Ryttaregatan
- Batterigatan
- Holländaregatan
- Holländareplatsen

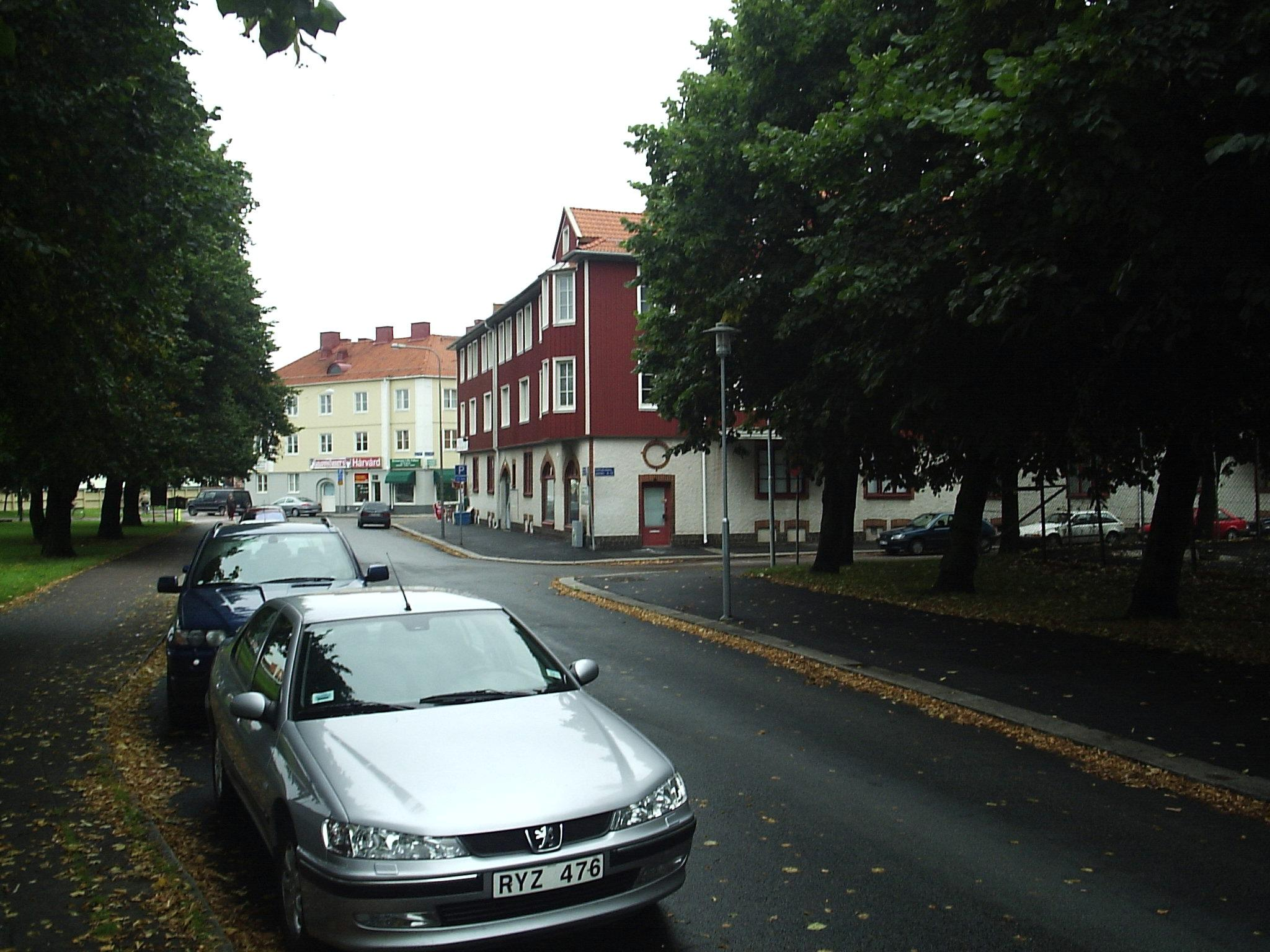
Gatubild från Gamlestaden
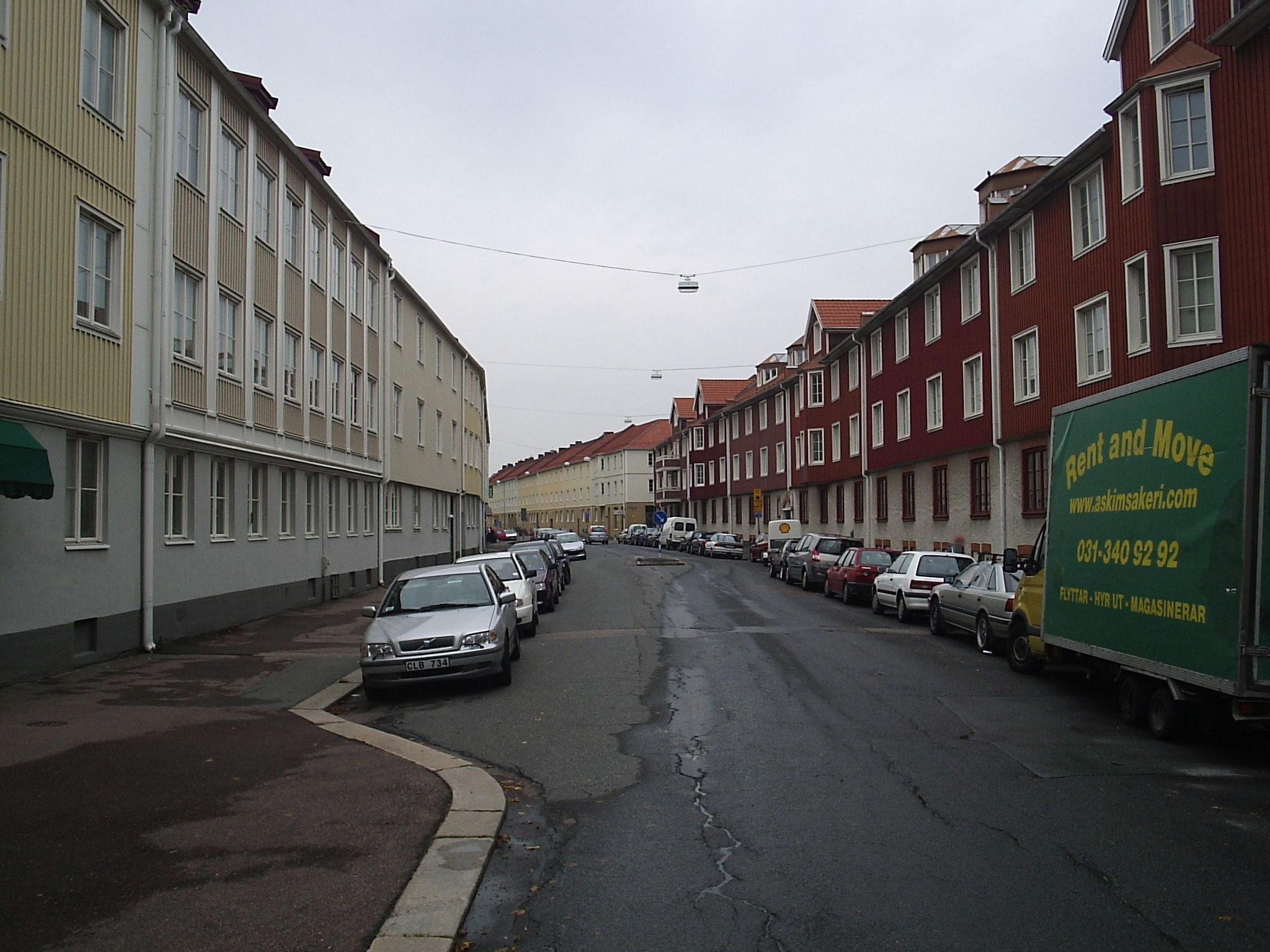
Gatubild från Gamlestaden

### Byggnadskvarter
- 1 kv. Abborren
- 2 kv. Gösen
- 3 kv. Makrillen
- 4 kv. Tonfisken
- 5 kv. Stenbiten
- 7 kv. Koljan
- 8 kv. Vitlingen
- 9 kv. Långan
- 10 kv. Laken
- 11 kv. Rödspottan
- 12 kv. Helgeflundran
- 13 kv. Sjötungan
- 14 kv. Slätvaren
- 15 kv. Braxen
- 16 kv. Iden
- 18 kv. Sutaren
- 19 kv. Harren
- 20 kv. Öringen
- 22 kv. Sillen
- 25 kv. Gäddan
- 26 kv. Näbbgäddan
- 27 kv. Ålen
- 28 kv. Hajen
- 30 kv. Piggvaren
- 34 kv. Löjan
- 35 kv. Forellen
- 37 kv. Hornsimpan
- 38 kv. Stensimpan
- 39 kv. Slakthuset
- 40 kv. Storspiggen
- 46 kv. Rödingen
- 49 kv. Malen
- 50 kv. Siken
- 51 kv. Havskatten
- 52 kv. Lyrtorsken
- 53 kv. Fjärsingen
- 54 kv. Laxöringen
- 56 kv. Norsen
- 57 kv. Gärsen
- 58 kv. Hajen
- 59 kv. Stören
- 60 kv. Bergtorsken[13]
- 61 kv. Sandflundran
- 63 kv. Sardinen
- 64 kv. Rödfisken
- 65 kv. Blåvittlingen
- 66 kv. Pigghajen
- 67 kv. Kummeln
- 68 kv. Tånglaken
- 71 kv. Fenknoten
- 72 kv. Svärdfisken
- 73 kv. Glansfisken
- 74 kv. Flygfisken
- 75 kv. Sågfisken
- 76 kv. Rödknoten
- 77 kv. Blåhajen
- 78 kv. Blåsfisken
- 79 kv. Vithajen

## Nyckeltal

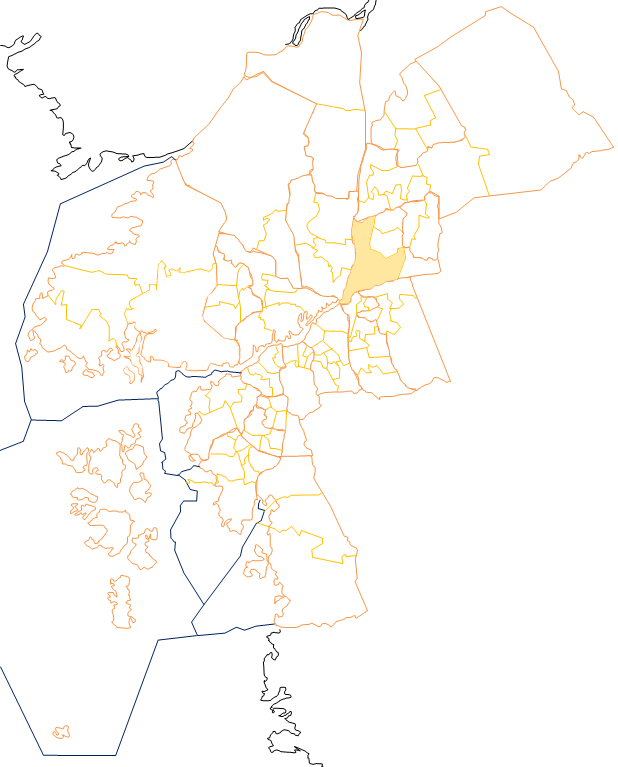
Gamlestaden

Nyckeltalen redovisar statistik som beskriver Göteborg och dess 96 delområden, primärområden, per den 31 december och kan användas för att jämföra de olika områdena. Nedan redovisas uppgifter för primärområdet och jämförelse görs mot uppgifterna för hela kommunen.
|                                                           | Gamlestaden | Hela Göteborg |
| --------------------------------------------------------- | ----------- | ------------- |
| Folkmängd                                                 | 11 109      | 587 549       |
| Befolkningsförändring 2020–2021                           | +666        | +4 493        |
| Andel födda i utlandet                                    | 32,7 %      | 28,3 %        |
| Andel utrikes födda eller med två utrikes födda föräldrar | 46,2 %      | 38,1 %        |
| Medelinkomst                                              | 279 000 kr  | 332 400 kr    |
| Arbetslöshet                                              | 5,8 %       | 6,6 %         |
| Antal ersatta dagar från F-kassan per person (16-64 år)   | 19,1        | 19,5          |
| Andel med eftergymnasial utbildning (minst 3 år)          | 38,4 %      | 37,9 %        |
| Andel bostäder byggda 1941–1950                           | 26,6 %      |               |
| Andel bostäder i allmännyttan                             | 28,8 %      | 25,9 %        |
| Antal färdigställda bostäder 2021                         | 399         |               |
| Andel bostäder i småhus                                   | 2,0 %       | 18,3 %        |

## Stadsområdes- och stadsdelsnämndstillhörighet
Primärområdet tillhörde fram till årsskiftet 2020/2021 stadsdelsnämndsområdet Östra Göteborg och ingår sedan den 1 januari 2021 i stadsområde Nordost.

## Kända personer från Gamlestaden
- Göran Johansson, politiker (S)
- Alf Robertsson, sångare
- Agne Simonsson, fotbollsspelare
- Lennart Wing, fotbollsspelare
- Weiron Holmberg, skådespelare
- Bebben Johansson, fotbollsspelare